# Trança
 (mars 2023).
Si vous disposez d'ouvrages ou d'articles de référence ou si vous connaissez des sites web de qualité traitant du thème abordé ici, merci de compléter l'article en donnant les références utiles à sa vérifiabilité et en les liant à la section « Notes et références ».
La Trança (tresse, en portugais) est un mouvement déséquilibrant de capoeira, comparable à une rasteira de letra avec les deux mains au sol, ou à une negativa da regional dans laquelle on tendrait la jambe de derrière plutôt que celle de devant. Elle consiste donc à s'appuyer à deux mains contre le sol en tendant la jambe de derrière pour coincer le pied derrière celui de l'adversaire, tout en gardant appui par terre avec l'autre pied à plat.
C'est un mouvement utilisé pour les jeux "de dentro" (angola, benguela...) qui peut être combiné à une presilha et/ou être suivi d'une queixada de chão, d'un rolê, du giro da trança ou tout simplement d'une traction du pied attrapé.